# Finger minor
Espèce
Finger minor est une espèce d'araignées aranéomorphes de la famille des Salticidae.

## Distribution
Cette espèce est endémique du district de Masindi en Ouganda,. Elle se rencontre vers Budongo.

## Description
La carapace des mâles mesure de 1,6 à 1,8 mm de long sur de 1,2 à 1,4 mm et l'abdomen de 1,5 à 1,8 mm de long sur de 1,1 à 1,2 mm et la carapace de la femelle paratype 1,5 mm de long sur 1,1 mm et l'abdomen 1,6 mm de long sur 1,0 mm.

## Systématique et taxinomie
Cette espèce a été décrite par Wiśniewski et Wesołowska en 2024.

## Publication originale
- Wiśniewski & Wesołowska, 2024 : « Jumping spiders (Salticidae) of Uganda – revised list, new species and distributional data. » European Journal of Taxonomy, vol. 952, p. 1-171 (texte intégral).